# Шлухзе
Шлухзе (нім. Schluchsee) — озеро-водосховище на півдні Шварцвальда в південній Німеччині. Розташоване недалеко від міста Санкт-Блазі на південний схід від Тітізе. Є найбільшим озером Шварцвальда.

## Географія
Рівень природного, не затопленого озера льодовикового походження, розташовувався спочатку на 30 м нижче сьогоднішнього. У наші дні, довжина озера становить 7,3 км, а ширина — 1,4 км, з максимальною глибиною 61 м. Незважаючи на штучний характер внаслідок перекриття річки Шварц, озеро зберегло природний вигляд.
Оператором водосховища є Schluchseewerk AG, яке управляє декількома сполученими один з одним водосховищами на різній висоті. Гідроакумулююча станція, розташована поблизу Шлухзе, має потужність 100 мегават. За допомогою насосів вода озера наповнюється не тільки водою річки Шварца, але і водою Рейна. Гребля Шлухзе знаходиться на висоті 930 м, та є найвищою греблею Німеччини.

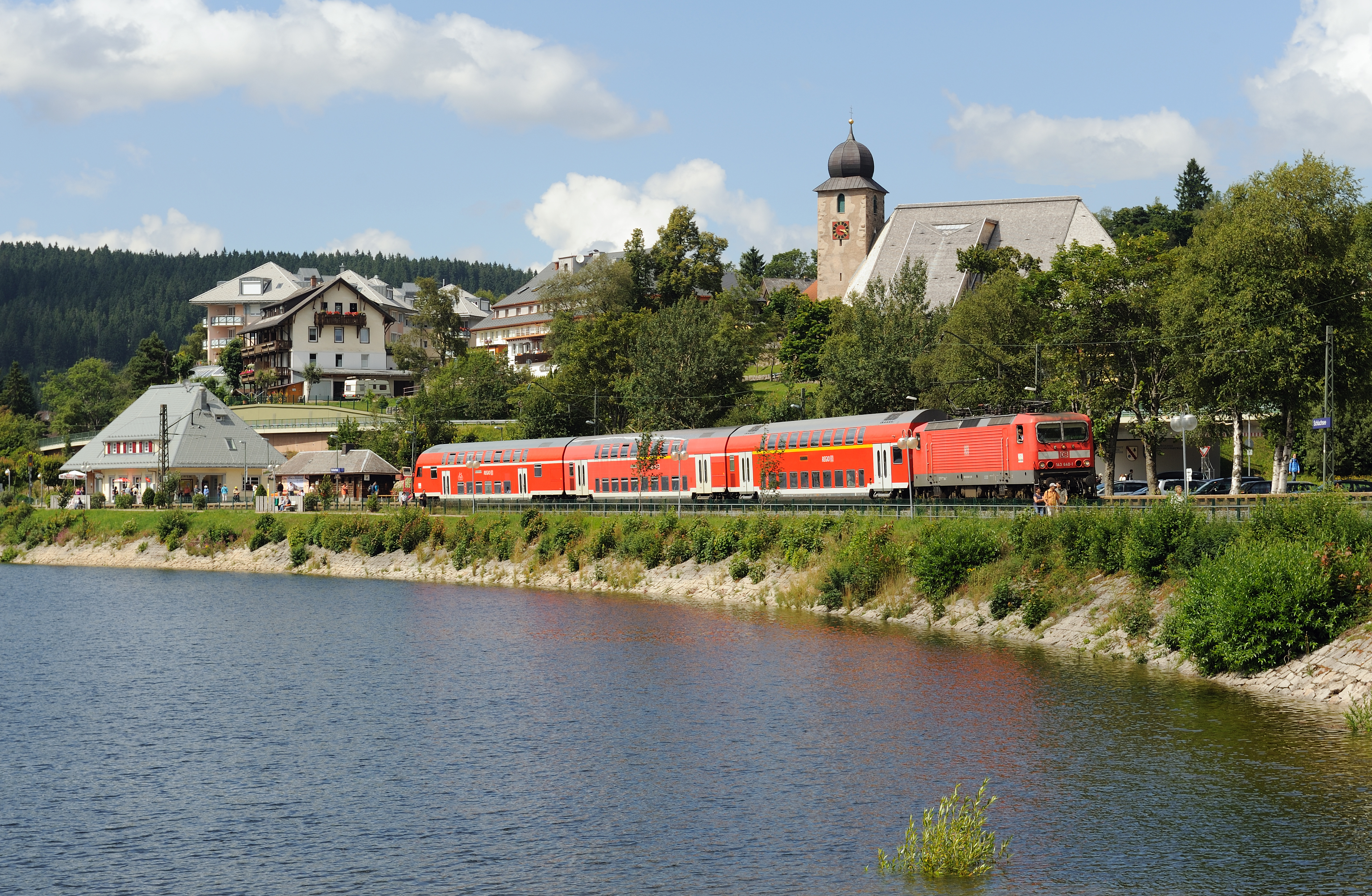
Потяг на березі Шлухзе

На північному березі озера розташована однойменна громада, відома з 1082 року, а також її райони Зебругг і Аха. З Тітізе-Нойштадтом громада сполучена залізницею Драйзеенбан, яка доходить до Зебругга.

## Історія
Бетонна гребля висотою 63,5 метрів була споруджена в 1929-1932 рр. Для будівництва природний рівень води в озері в 1930 році тимчасово знижено на 13 метрів. При цьому був виявлений стародавній човен, датований 650 роком, який знаходиться сьогодні в археологічному музеї Констанца. У 1983 році під час ревізії було спущено майже вся вода, що призупинило звичайний курортний режим, рибальство і вітрильний спорт. Тим не менш, це рідкісна подія привернула безліч відвідувачів, так як зробило можливим огляд рудиментів затопленої колишньої інфраструктури.
Між оператором греблі і громадою Шлухзе справа нерідко доходило до конфліктів, оскільки Schluchsee AG прагне варіювати рівень води згідно з економічним оптимумом, а громада побоюється втрати туристів, якщо озеро влітку подовгу перебуває з пониженим рівнем води, що оголює не дуже привабливі ділянки дна .

## Туризм
Через підвищене гірське розташування вода в озері навіть влітку відносно прохолодна. Шлухзе популярне у любителів вітрильного спорту, так як, на відміну від Тітізе, добре доступне з усіх боків. Іноді на озері зустрічаються нудисти. Озеро оточене численними стежками, що дозволяють його обійти (довжина близько 18 км). Піші прогулянки можна поєднати з водної прогулянкою на кораблі «St. Nikolaus».